# Nadejda Dúrova
Nadejda Andréievna Dúrova (rus: Наде́жда Андре́евна Ду́рова) 28 de setembre [C.J. 17 de setembre] de 1783 - 2 d'abril [C.J. 21 de març] de 1866 també coneguda com a Aleksandra Andréievitxa Aleksàndrova rus: Алекса́ндра Андре́евича Алекса́ндрова, fou una dona que, disfressada d'home, va esdevenir un soldat condecorat en la cavalleria russa durant la invasió francesa de Rússia. Habitualment se la considera la primera dona oficial en l'exèrcit rus, però això en general no es correspon amb la veritat. Les seves memòries, Notes d'una donzella de cavalleria rus: Записки кавалерист-девицы Zapiski kavalerist-devitsi, són un document important de la seva època perquè pocs joves oficials de les guerres napoleòniques van publicar les seves experiències, i perquè és una de les primeres autobiografies escrites en rus.

## Primers anys
Nadejda Dúrova va néixer en un campament a Kíiv, i era filla d'un major rus. El seu pare la va posar a cura dels seus soldats després d'un incident que gairebé la mata en la infància, quan la seva abusiva mare la va llançar per la finestra d'un carro en marxa. Quan encara era petita, Dúrova va aprendre totes les ordres estàndard de marxa i la seva joguina favorita era una arma descarregada.
Després que el seu pare es va retirar del servei, va continuar jugant amb sabres trencats i espantant la seva família en domar en secret un semental que consideraven indomable. En 1801, es va casar amb un jutge de Saràpul anomenat V.S. Txernov i va donar a llum a un fill en 1803. Alguns relats afirmen que es va escapar de casa amb un oficial cosac en 1805. En 1807, a l'edat de vint anys es va disfressar com un noi, va abandonar el fill i el seu marit, i portant el seu cavall Alkid, es van allistar al regiment polonès de cavalleria (més tard classificats com a ulans) amb l'àlies Aleksandr Vassílievitx Sokolov, fill d'un terratinent. Va triar aquest regiment perquè els seus soldats no estaven obligats a portar barba, a diferència dels cosacs i, per tant, era més difícil que es descobrís el seu engany. El regiment se sorprengué que un cavaller portés uniforme cosac, però van creure les seves històries, i es va allistar al regiment amb el rang de towarzysz ("company", rang normal per a algú d'origen noble) .

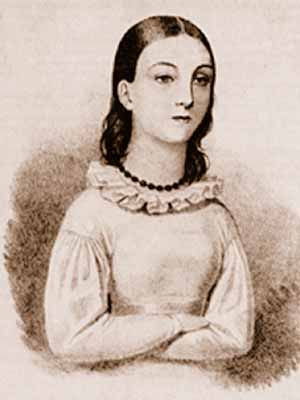
Nadejda Dúrova al voltant de l'edat de tretze anys

Dúrova era ferotgement patriòtica i considera la vida de l'exèrcit com a llibertat. Ella gaudia dels animals i l'aire lliure. Sentia que tenia poc talent per a les feines de les dones tradicionals. En les seves memòries, va descriure una relació infeliç amb la seva mare, escalf cap al seu pare, i res en absolut sobre la seva pròpia vida matrimonial.

## Servei militar
Va lluitar en els principals compromisos russos de la campanya de Prússia de 1806-07. Durant dues d'aquestes batalles, va salvar la vida de dos soldats russos companys seus. El primer va ser un recluta que va caure del seu cavall en el camp de batalla i va patir una commoció cerebral. Ella li va donar els primers auxilis sota un intens foc i el va portar a un lloc segur, ja que l'exèrcit s'estava retirant al seu voltant. El segon va ser un oficial, desmuntat, però no lesionat. Tres dragons francesos se li estaven tirant al damunt. Ella va agafar la seva llança i va dispersar a l'enemic. Després, en contra de les regulacions, va deixar que l'oficial li manllevés el seu propi cavall per accelerar la seva retirada, el que la va deixar més vulnerable als atacs.
Durant la campanya, va escriure una carta a la seva família per explicar la seva desaparició. Aquesta utilitzà les seves connexions en un intent desesperat de localitzar-la. La remor d'una amazona en l'exèrcit va arribar al tsar Alexandre I, que va prendre un interès personal. La cadena de comandament de Durova va informar que el seu valor incomparable. Convocada al palau de Sant Petersburg, va impressionar tant al tsar que se li va atorgar la Creu de Sant Jordi i la van ascendir tinent en una unitat hússar (Regiment Mariúpol d'Hússars). La història que hi havia una heroïna a l'exèrcit amb el nom d'Aleksandr Sokolov havia arribat a ser ben coneguda en aquest moment. Per aquest motiu el tsar li va atorgar un nou pseudònim, Aleksàndrov, basat en el seu propi nom.
L'aparença juvenil de Durova va afectar les seves possibilitats de promoció. En una època en què s'esperava que als oficials russos els creixés un bigoti, ella semblava un noi de setze anys. Es va traslladar lluny dels hússars al Regiment d'ulans de Lituània per tal d'evitar la filla del coronel que s'havia enamorat d'ella. Dúrova va veure l'acció de nou durant la invasió francesa de Rússia en 1812. Va lluitar en la Batalla de Smolensk. Durant la batalla de Borodinó una bola de canó la va ferir a la cama, però, ella va continuar servint a ple rendiment durant diversos dies fins que el seu comandament li va ordenar que es retirés a distància per recuperar-se. Ella es va retirar de l'exèrcit el 1816 amb el rang de stabs-rotmistr, l'equivalent a capità-tinent.
Una trobada casual li va presentar a Aleksandr Puixkin uns vint anys més tard. Quan va saber que ella havia escrit un diari durant el seu servei militar, la va animar a publicar-lo com un llibre de memòries. Va afegir antecedents sobre la seva infància, però va canviar la seva edat per set anys i eliminà tota referència al seu matrimoni. Dúrova va publicar aquest llibre com a Notes d'una donzella de cavalleria el 1836. Dúrova també va escriure cinc novel·les. Dúrova va continuar usant roba masculina durant la resta de la seva vida, va seguir signant com a Aleksàndrov i s'enfadava quan algú s'adreçava a ella com a dona. La historiadora Elena Seniàvskaia no descarta que aquest comportament pogués explicar-se per la seva transsexualitat.Va morir a Ielàbuga i va ser enterrada amb honors militars.